# Yoshikazu Nonomura
Yoshikazu Nonomura (Shizuoka, 8 mei 1972) is een voormalig Japans voetballer.

## Carrière
Yoshikazu Nonomura speelde tussen 1995 en 2001 voor JEF United Ichihara en Consadole Sapporo.